# Hockey sobre hierba en los Juegos Panafricanos
El Hockey sobre hierba en los Juegos Panafricanos tuvo su primera aparición en la edición de 1987 en Kenia, aunque fue hasta la edición de 1995 en Zimbabue que lo hizo en la rama femenil y no forma parte del programa de los Juegos Panafricanos desde la edición de 2003 en Nigeria.

## Medallero
| #     | País      | Oro | Plata | Bronce | Total |
| ----- | --------- | --- | ----- | ------ | ----- |
| 1     | Sudáfrica | 5   | 1     | 0      | 6     |
| 2     | Egipto    | 3   | 2     | 0      | 5     |
| 3     | Kenia     | 1   | 1     | 6      | 8     |
| 4     | Ghana     | 1   | 1     | 1      | 3     |
| 5     | Zimbabue  | 0   | 3     | 1      | 4     |
| 6     | Nigeria   | 0   | 2     | 2      | 4     |
| Total | Total     | 10  | 10    | 10     | 30    |